# Gulfstream III
Gulfstream III je malé obchodní dopravní letadlo (business jet) vyráběné společností Gulfstream Aerospace. Je to rychlý letoun dlouhého doletu, který je poháněn dvěma dvouproudovými motory Rolls-Royce Spey s možností zpětného tahu.

## Popis a vývoj
Gulfstream III byl postaven v Savannah, stát Georgie ve Spojených státech amerických, jako vylepšená verze letounu Grumman Gulfstream II. Rozpětí křídel bylo zvětšeno o šest stop a na konce křídel byla přidána svislá křidélka. Prodloužen byl i trup s hlavním vstupem na zádi. Gulfstream III také měl nové zakřivené sklo pilotní kabiny, změněné přístroje v kokpitu a autopilota. Byla rovněž zvýšena maximální vzletová hmotnost. Letoun obdržel schválení od amerického leteckého úřadu (Federal Aviation Administration) v září 1980.

## Nehody a incidenty
- 29. března 2001 – Během pokusu o přistání v Aspenu na letišti Pitkin County Airport letoun Gulfstream III narazil do kopce. Při nehodě zahynulo všech 18 lidí na palubě.[2]

## Varianty

### Civilní varianty

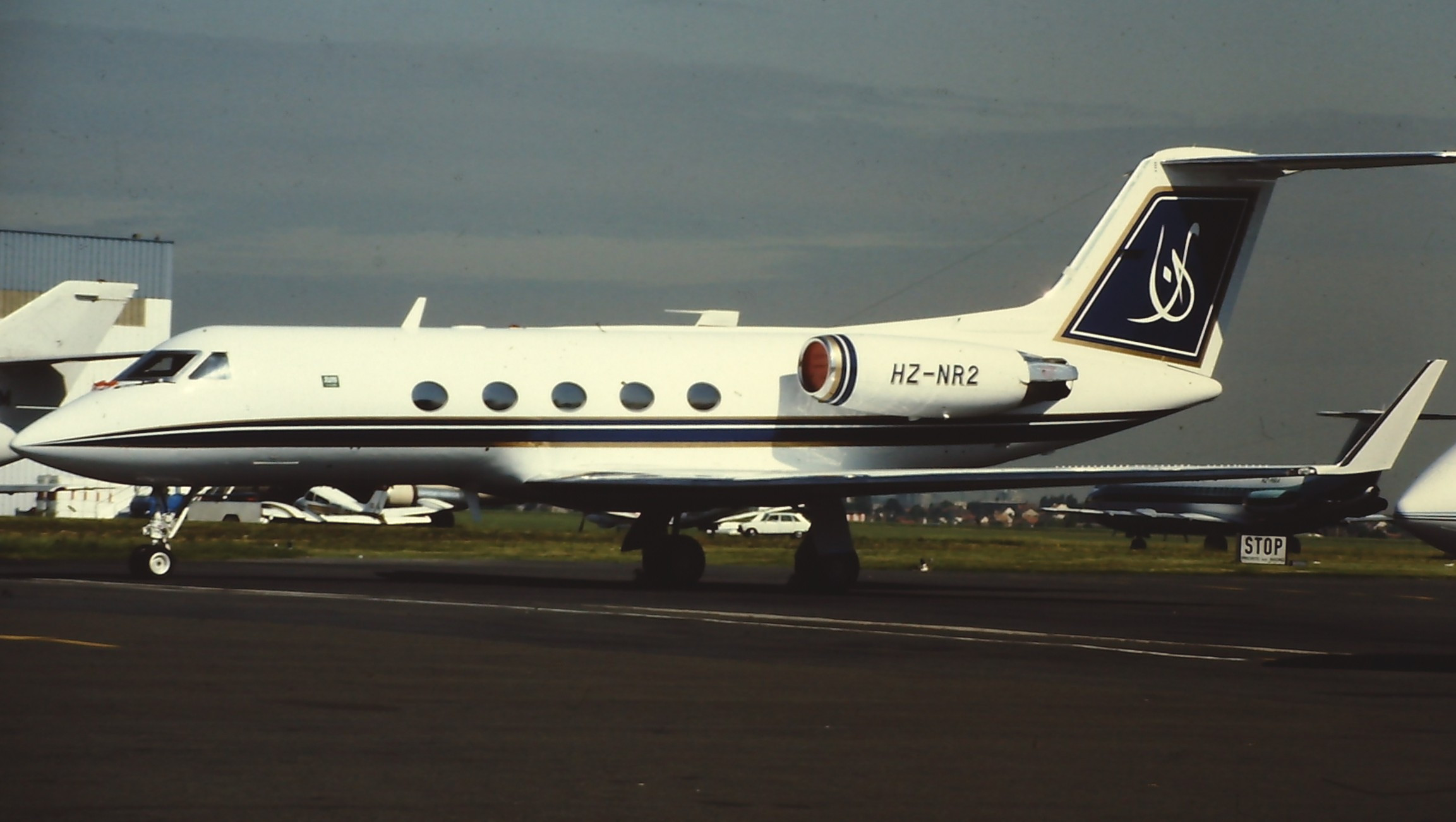
Gulfstream III v roce 1981

- Model G-1159A Gulfstream III – Malý dopravní letoun s dvou nebo tříčlennou posádkou.

### Vojenské varianty
- C-20A – varianta pro americké letectvo (USAF) upravená pro 14 cestujících a pětičlennou posádku. Letouny byly vyřazeny ze služby v roce 2002. Jeden letoun byl převeden k NASA do výzkumného centra na leteckou základnu Edwards, Kalifornie jako testovací letoun.[3][4][5]
- C-20B – varianta pro americké letectvo (USAF) a pobřežní stráž (USCG) s vylepšenou elektronikou. Jsou používány pro přepravu vysokých civilních a vojenských představitelů. Jeden letoun působící u americké pobřežní stráže je využíván k přepravě velitele pobřežní stráže, vysokých důstojníků a představitelů ministerstva vnitřní bezpečnosti USA.[3]
- C-20C – Letoun C-20B USAF s vylepšenou a lépe zabezpečenou komunikací, často je využíván jako záložní letoun doprovázející letoun VC-25A, když slouží v roli Air Force One[3]
- C-20D – Varianta určená pro US Navy s upraveným komunikačním vybavením pro použití u amerického námořnictva. Slouží k přepravě vysokých námořních důstojníků.[3]
- C-20E – Varianta určená pro americkou armádu (US Army) se zesíleným trupem a upravenými křídly.[3][6]
- Gulfstream III SRA-1 – Speciální průzkumná a hlídková verze určená pro vývoz do dalších zemí.
- Gulfstream III SMA-3 – Exportní verze pro dánské letectvo vybavená vyhledávacím radarem Texas Instruments APS-127. Pro dánské královské letectvo byly v roce 1983 postaveny tři letouny, které sloužily pro průzkum, hlídkování, ochranu rybolovu, pátrací a záchranné akce a přepravu VIP osob. V současné době již nejsou ve službě.

POZNÁMKA: Letouny C-20F a C-20J US Army, C-20G US Navy a USMC, a C-20H USAF jsou varianty letounu Gulfstream IV.

## Specifikace (Gulfstream III)
Technické údaje pocházejí z „Jane's Civil and Military Aircraft Upgrades 1994–95“

### Technické údaje
- Posádka: 2 nebo 3
- Kapacita: 19 cestujících (standardní sedadla)
- Rozpětí: 23,72 m
- Délka: 25,32 m
- Výška: 7,43 m
- Nosná plocha: 86,83 m²
- Plošné zatížení: 364 kg/m²
- Prázdná hmotnost: 17 236 kg
- Max. vzletová hmotnost : 31 615 kg
- Pohonná jednotka: 2x dvouproudový motor Rolls-Royce Spey RB.163 Mk 511-8
- Výkon pohonné jednotky: 50,7 kN

### Výkony
- Cestovní rychlost: 818 km/h (508 mph, 442 uzlů) ve výšce ? m
- Maximální rychlost: 928 km/h (576 mph, 501 uzlů) ve výšce ? m
- Dolet: 6 760 km (s osmi pasažéry a rezervou paliva)
- Dostup: 13 716 m (45 000 stop)
- Stoupavost: 19,3 m/s

## Uživatelé

### Vojenští a vládní uživatelé
Alžírsko

 Dánsko

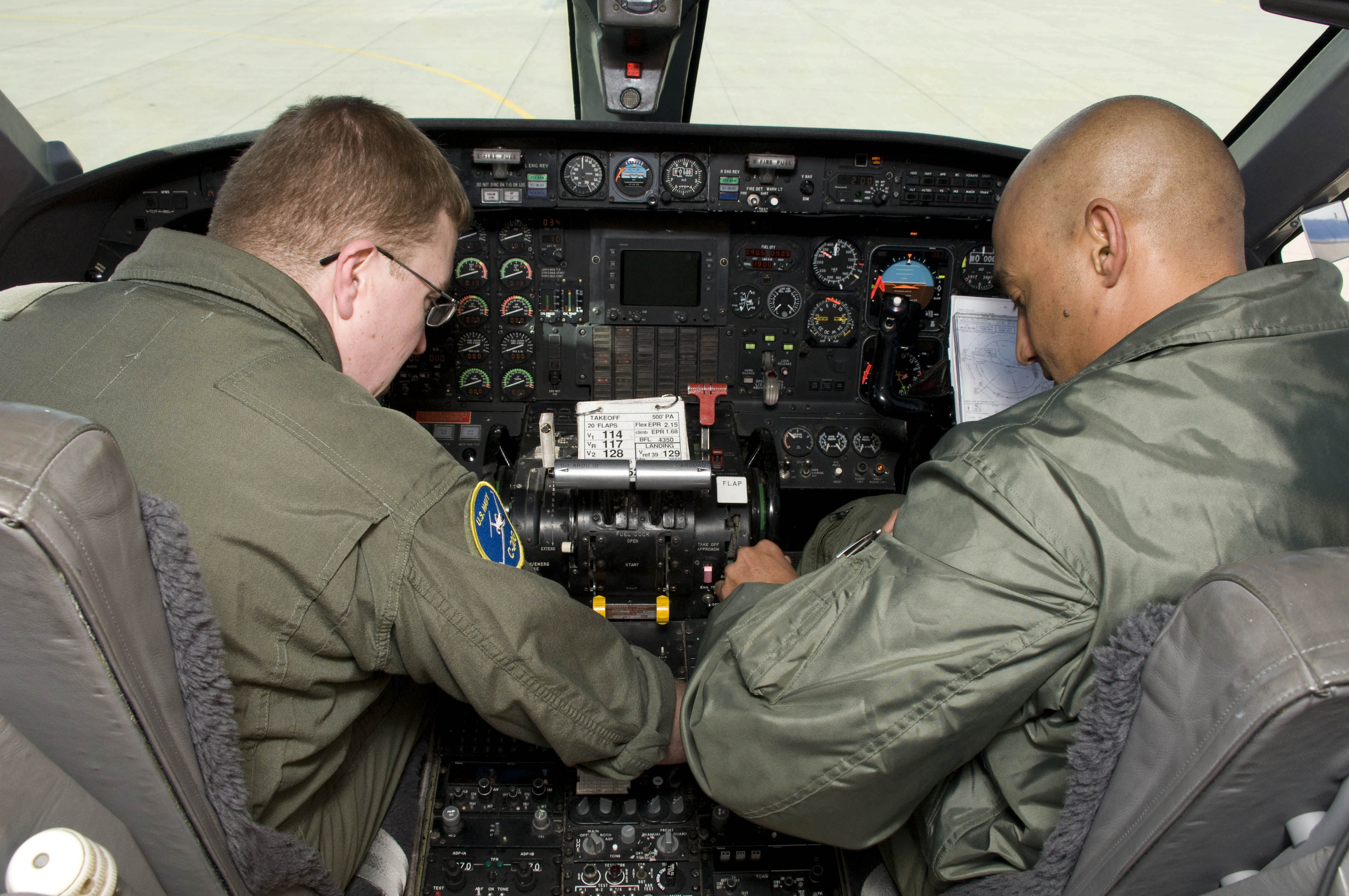
Kokpit letounu C-20A

- Dánské královské letectvo (Flyvevåbnet)

 Gabon

 Ghana

- Ghanské letectvo

 Indie

- Indické letectvo (Bhartiya Vāyu Senā)

 Itálie

- Italské vojenské letectvo (Aeronautica Militare)

 Irsko

- Irský letecký sbor (Irish Air Corps)

 Kamerun

- Kamerunské letectvo (Armée de l'Air du Cameroun)

 Maroko

- Marocké královské letectvo (Forces Royales Air)

 Mexiko

- Mexické letectvo (Fuerza Aérea Mexicana)

 Omán

 Pobřeží slonoviny

 Spojené státy americké

- NASA (National Aeronautics and Space Administration)
- United States Air Force (vojenské letectvo)
- United States Army (armáda)
- United States Coast Guard (pobřežní stráž)
- United States Navy (námořnictvo)

 Uganda

- Ugandské letectvo

 Zimbabwe

- Zimbabwské letectvo